# Pariser Zeitung

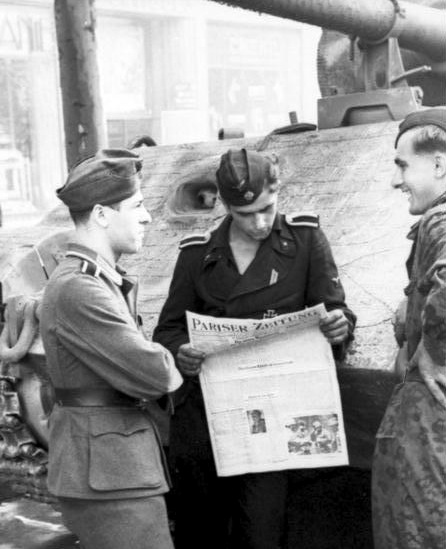
Танкист Waffen-SS читает Pariser Zeitung. Париж, 21 июня 1944 года

«Паризер Цайтунг» (Pariser Zeitung с нем. — «Парижская газета») — французская национальная ежедневная газета, выходившая с 15 января 1941 года по 16 августа 1944 года во время немецкой оккупации Франции во Второй мировой войне. Издавалась Europa-Verlag, дочерней компанией Franz-Eher-Verlag, центрального издательства НСДАП. «Паризер Цайтунг» не была первой немецкой оккупационной газетой на французской земле, подобные публикации уже существовали во время франко-прусской и Первой мировой войны. Наряду с дочерней газетой Deutsche Zeitung в Норвегии, это была одна из двух оккупационных газет, публикующих статьи на местном языке, причём PZ наиболее последовательно придерживалась этого, так, целые страницы были отведены для разделов на французском языке. В связи с проблемами экономики Третьего Рейха по причине дефицита бумаги размер издания постепенно сокращался, пока в 1944 году он не уменьшился всего до 4—6 страниц в рабочие дни. Субботние и воскресные номера были объединены в один выпуск в мае 1944 года. После этого газета стала выходить только 3 раза в неделю. Цена издания составляла 2 франка (20 пфеннигов), что было в два раза выше цены французских газет. Наступление союзников, последовавшее за высадкой в Нормандии, привело к закрытию газеты. Последний еженедельный номер вышел 13 августа 1944 года, последний выпуск на немецком языке — на следующий день, а последний выпуск на французском языке — 16 августа. Первым главным редактором газеты был Рудольф Шпаринг (Rudolf Sparing), которого в этой должности в мае 1941 года сменил Вальтер Тройтман (Walter Trautmann). Он оставался на этом посту вплоть до закрытия издания в августе 1944 года.
Газета являлась рупором немецких оккупационных властей. В начале войны четвёртый чемпион мира по шахматам, русский и французский шахматист Александр Алехин сотрудничал с редакцией газеты. В 1941—1942 годах он помещал там свои комментарии об играх и заметки о шахматных турнирах. Это даже дало шахматному обозревателю Сергею Воронкову право назвать такую деятельность фактическим ведением шахматной секции газеты. С 18 по 23 марта в Pariser Zeitung за подписью Алехина была опубликована серия антисемитских статей под общим названием «Арийские и еврейские шахматы» (нем. Arisches und judisches Schach). Затем они были перепечатаны в Deutsche Schachzeitung и других немецких журналах.